# Stad i mörker
Stad i mörker är en roman av Eyvind Johnson utgiven 1927.
Romanen utspelar sig i norrländsk stad inbäddad i vinterkyla. Den skildrar rivaliteten mellan urmakare Hammar, som arbetat sig upp i samhället och vill ta en plats i stadens fullmäktige, och skollärare Andersson, som av personliga erfarenheter har en negativ attityd till staden och dess fullmäktige.